# Breeni
Breeni  su izmišljena vrsta u Star Trek svemiru. Spominju se prvi put u 4. sezoni Nove generacije koja je objavljena 1990., a pojavljuju 1996. u 4. sezoni serije Deep Space 9. U DS9-u su odigrali značajnu ulogu u konačnoj priči te serije, te je u tom razdoblju o njima otkriveno više informacija. Breenski izgled ostaje neotkriven za gledatelje, jer nikada ih nisu vidjeli na ekranu bez kacige.
Breeni su ušli u Dominijski savez, a poznati su kao vrlo agresivna vrsta.

## Breenska konfederacija
Vrlo malo je poznato o breenskom društvu i samom ustroju. Ono što je poznato o njima uglavnom dolazi od glasina. Vojska na čelu s generalom upravlja cijelom breenskom konfederacijom. Na osnovu takvog uređenja društva pretpostavka je da Breeni imaju jak osjećaj privrženosti i odanosti konfederaciji. Sami Breeni su politički neopredijeljeni i pokušavaju se držati što dalje od ostatka kvadranta.
Novija povijest, te breenska uloga u dominijskom ratu, otkrila je dodatne detalje o njima. Pridružili su se Dominiju 2373. godine nakon pregovora i obećanja da će im biti ustupljen veliki dio Alfa kvadranta. Ulazak Breena u rat je narušio tadašnji omjer snaga na bojištu. Ono što je preokrenulo vojnu nadmoć u korist Dominija bilo je do tada nepoznato oružje ostatku kvadranta kojim su breenske fregate bile opremljene. Ostali su do samog kraja rata uz Dominij čime su dokazali svoju odanost.

## Tehnologija i oprema
Razvoj biotehnologije je došao do te razine da su breenski brodovi standardno opremljeni biotehnološkim dijelovima. Breeni koriste i tehnologiju skrivanja svojih brodova (cloak). Tu su tehnlogiju razvili sami, neovisno od Klingonaca i Romulanaca. Samo naoružanje je disruptorskog tipa (disruptor klase III).

## Zanimljivosti
Telepatske vrste (primjerice Betazoidi) ne mogu čitati niti misli niti osjećanja Breenima.
Poznata je i romulanska izreka: "Nikad ne okreći leđa Breenu".

## Vanjske poveznice
- http://memory-alpha.org/wiki/Breen
- http://www.ufpcroatia.com/link.php?kat=vrste/alfa/breeni  Arhivirana inačica izvorne stranice od 13. ožujka 2014. (Wayback Machine)